# 彼得羅斯拉維揚卡

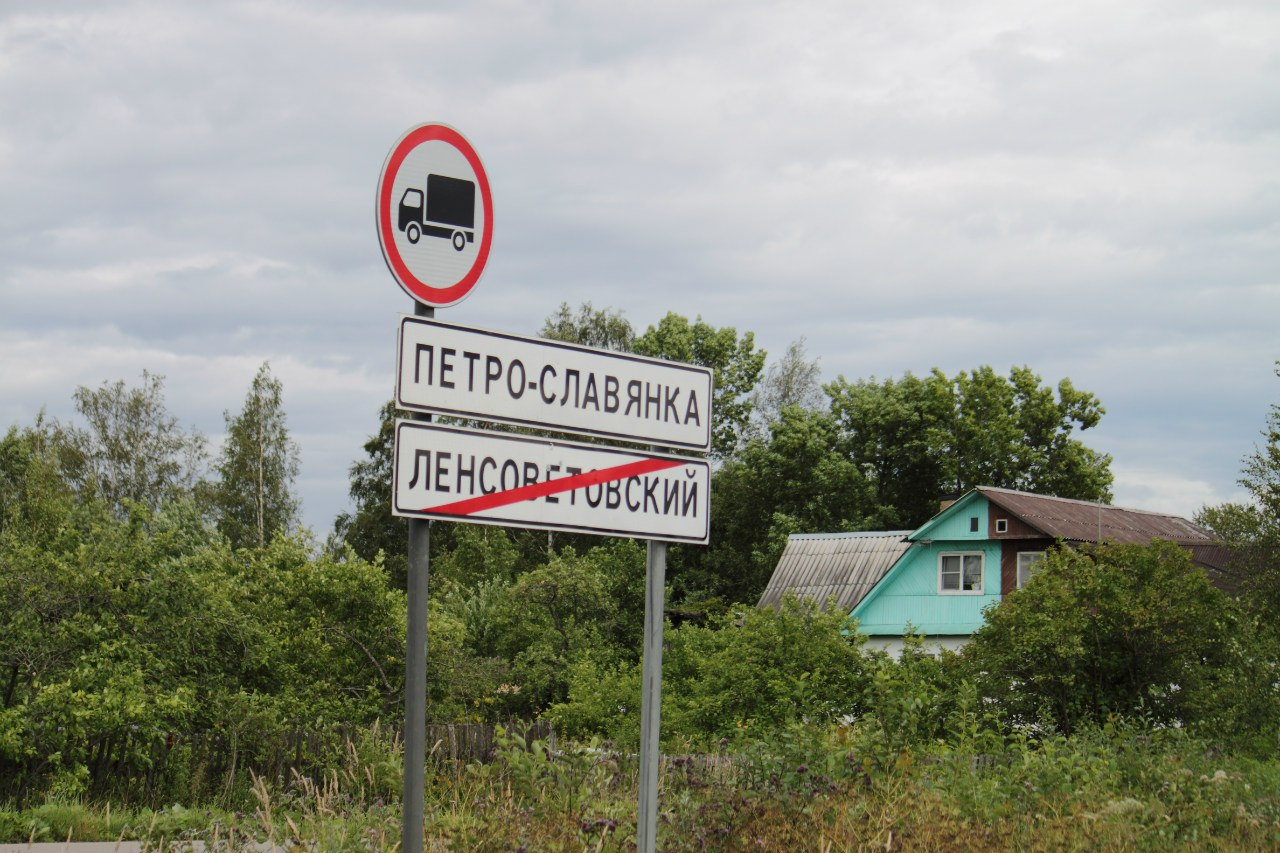

彼得羅斯拉維揚卡（俄语：Пе́тро-Славя́нка）是俄羅斯圣彼得堡聯邦直轄市科爾皮諾區的市級定居點。1,085
定居點主要由獨戶住宅组成，有許多達恰，也是许多人永久居住的地方。村莊位於從聖彼得堡開往科爾皮諾的鐵路綫上。村上的火車站名叫斯拉維揚卡。斯拉維揚卡河也流經該村。